# Hieracium albanicum
Hieracium albanicum es una especie de planta con flor del género Hieracium, de la familia Asteraceae, orden Asterales.

## Distribución
Hieracium albanicum se distribuye por Albania y Yugoslavia.

## Taxonomía
Fue descrita científicamente por Freyn. Fue publicada en Bull. Herb. Boissier 3: 651, 666 (1895).